# Takashi Kojima
Takashi Kojima (Shiga, 4 augustus 1973) is een voormalig Japans voetballer.

## Carrière
Takashi Kojima speelde tussen 1995 en 2000 voor Kashiwa Reysol en Vissel Kobe.